# Lieselott Neumark
Lieselott Neumark (* 27. September 1910 in Berlin-Charlottenburg; † 1943 im KZ Auschwitz) war eine deutsche römisch-katholische Märtyrerin und Opfer des Holocaust.

## Leben
Lieselott Neumark wuchs als Tochter eines Fabrikanten in Charlottenburg auf. Sie besuchte die Königin-Luise-Schule und machte 1931 Abitur. Am 21. Februar 1932 trat sie zum römisch-katholischen Glauben über, was zum Bruch mit ihrer jüdischen Familie führte. Für eine Tätigkeit als Wohlfahrtspflegerin, für die sie in Ausbildung war, wurde ihr als Jüdin ab 1934 die staatliche Anerkennung verweigert. Es blieb ihr die Tätigkeit als katholische Seelsorgehelferin im Berliner Scheunenviertel rund um die Kirche St. Adalbert, die ihr sehr zusagte.
Nach Abschluss der Ausbildung ging sie im Herbst 1935 als Postulantin in das Mutterhaus der Missionsbenediktinerinnen in Tutzing, wurde jedoch im März 1937 als Novizin abgelehnt. Sie musste sich in Berlin als Haushaltshilfe durchschlagen und unternahm einen Selbstmordversuch. Dann arbeitete sie in der Alkoholikerfürsorge und entwickelte über das Raphaelswerk (und mit Unterstützung von Marianne Pünder) Pläne zur Auswanderung in eine Ordensniederlassung in Südamerika, die im Februar 1940 ein konkretes Ziel in Rio de Janeiro im Auge hatten, doch wurde die Visaerteilung durch die brasilianische Botschaft verschleppt, bis am 23. Oktober 1941 das „Auswanderungsverbot für Nichtarier“ die Bemühungen zunichtemachte.
Ab Mai 1941 war sie in der Schönhauser Allee Angestellte des Hilfswerks von Margarete Sommer. Am 4. November 1941 erreichte Bischof Konrad Graf von Preysing einen Aufschub für ihre Deportation, der ihr bis zum 2. November 1942 die Weiterarbeit ermöglichte. Nachdem sie sich anschließend bei einer Familie versteckt hatte, ging sie nach drei Wochen aus Rücksicht auf mögliche Folgen für ihre Gönner freiwillig in das Sammellager im Jüdischen Altersheim in der Großen Hamburger Straße. Sie verließ Berlin vermutlich mit dem Transport vom 3. März 1943 und kam zu einem unbekannten Zeitpunkt des Jahres 1943 im KZ Auschwitz ums Leben.

## Gedenken
Die Römisch-katholische Kirche in Deutschland hat Lieselott Neumark als Märtyrerin aus der Zeit des Nationalsozialismus in das deutsche Martyrologium des 20. Jahrhunderts aufgenommen. In der Berliner Brunnenstraße Nr. 40 wurde ein Stolperstein für sie verlegt.